# كدك أحمد باشا
كدك أحمد باشا (بالتركية الحديثة: Gedik Ahmed Paşa) ـ (توفي في أدرنة في 18 نوفمبر 1482) هو سياسي وقائد بحري عثماني. وهو الصدر الأعظم السادس عشر للسلطنة العثمانية، والسادس في عهد السلطان محمد الثاني، حيث أنه شغل المنصب من 1474 إلى 1477. أما منصب قبودان باشا فقد تولاه في عهدي محمد الفاتح وبايزيد الثاني.

## أصله
تختلف المصادر في أصل كدك أحمد باشا، فيذكر بعضها أنه كان ألباني الأصل، بينما يقول البعض الآخر بأنه كان صربي الجذور أو يوناني الجذور، غير أن المصادر جميعًا تتفق في أن تكوين شخصيته السياسية والعسكرية تم في الأناضول.

## حروبه
في سنة 1471 م قاد كدك أحمد باشا الجيش العثماني للقضاء على إمارة قرمان، آخر ما صمد من إمارات الأناضول في وجه العثمانيين، وضم أراضيها إلى الدولة العثمانية.
خاض كدك أحمد باشا عدة معارك ضد أساطيل جمهورية البندقية في البحر المتوسط، وأنفذه السلطان محمد الفاتح سنة 1475 لنجدة خانية القرم ضد قوات جمهورية جنوة في شبه جزيرة القرم، فاستولى على عدة قلاع جنوية، من بينها قلاع كافا وسولدايا وبالاكلافا، وأنقذ خان القرم منكلي كراي الأول من جيوش جنوة، مدخلا القرم وشركيسيا ضمن دائرة النفوذ العثماني.
في سنة 1479/ بينما كان كدك أحمد باشا سنجق بك على سنجق أولونيا، أمره السلطان محمد الفاتح بحصار شقودرة على رأس جيش يتراوح عدده بين 10 آلاف و 40 ألف جندي، ثم كلّفه السلطان في العام ذاته بقيادة الأسطول العثماني في البحر المتوسط في الحرب ضد نابولي وميلانو، فنجح كدك أحمد باشا في فتح جزر سانتا مورا (ليفكادا) وكيفالونيا وزانتي (زاكينثوس).
في سنة 1480 فشل كدك أحمد باشا في الاستيلاء على جزيرة رودس، التي كانت خاضعة لفرسان الإسبتارية، لكنه لم يلبث في العام ذاته أن نجح في الاستيلاء على ميناء أوترانتو الإيطالي، إلا أن نقص الإمدادات الغذائية أجبره على الانسحاب بمعظم قواته إلى ألبانيا، على نية استكمال الحملة في العام التالي، غير أن وفاة السلطان محمد الفاتح (3 مايو 1481) حالت دون ذلك.

## نهايته
بعد وفاة السلطان محمد الفاتح، انحاز كدك أحمد باشا إلى بايزيد الثاني في الصراع على العرش، غير أن بايزيد الثاني ـ الذي فاز بالعرش في النهاية ـ كان قليل الثقة بكدك أحمد باشا، فانتهى الأمر بسجن أحمد باشا ثم مقتله في أدرنة في 18 نوفمبر 1482.